# Großpienzenau
Großpienzenau ist ein Gemeindeteil der Gemeinde Weyarn im oberbayerischen Landkreis Miesbach.

## Geographie
Das Dorf Großpienzenau liegt südöstlich des Hauptortes Weyarn und nordwestlich von Kleinpienzenau. Westlich des Ortes verläuft die Staatsstraße St 2073 und östlich die Kreisstraße MB 17.

## Baudenkmäler

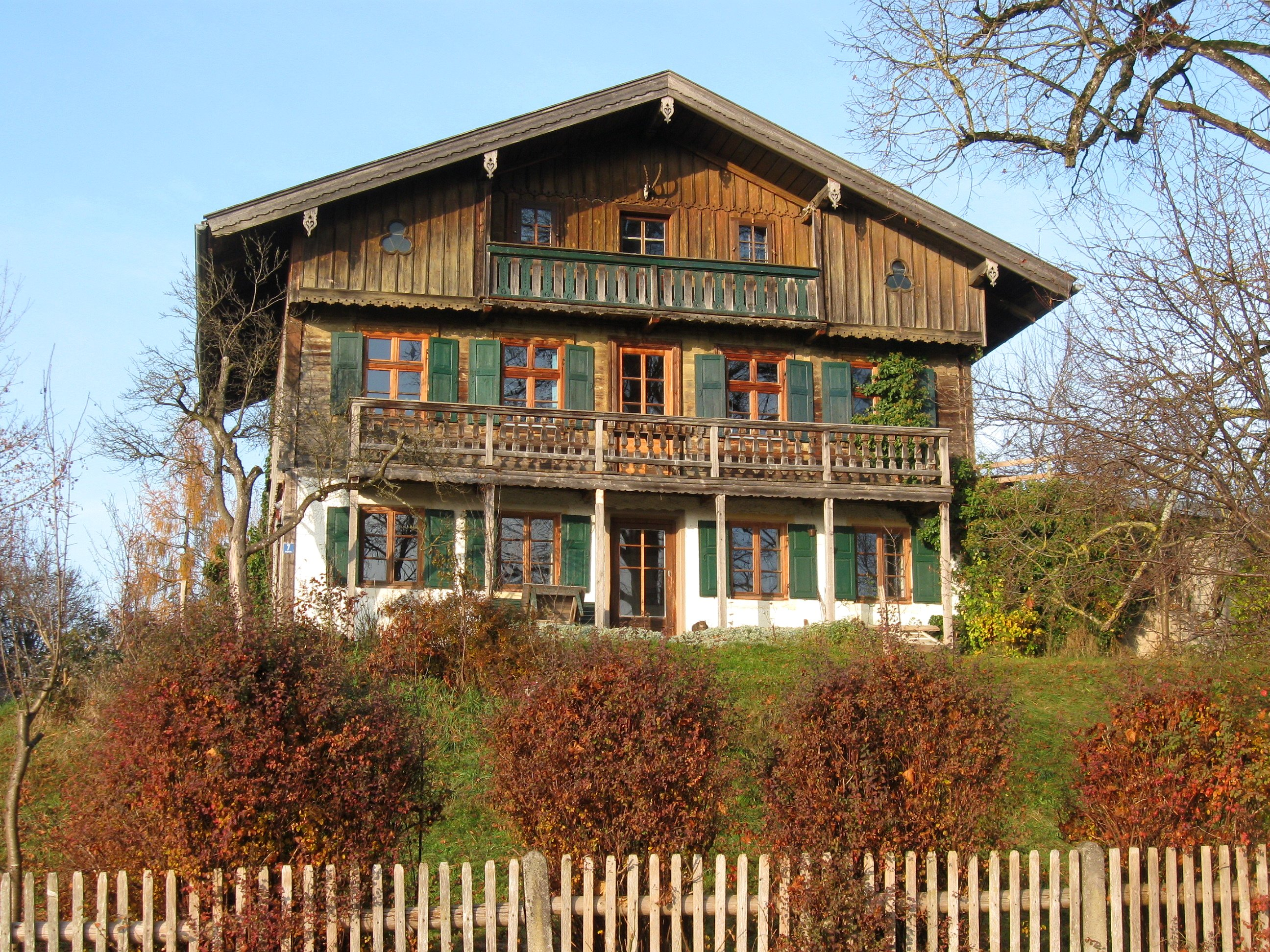
Burgstraße 7 (2011)

In der Liste der Baudenkmäler in Weyarn sind für Großpienzenau drei Baudenkmäler aufgeführt, darunter
- das um 1860 errichtete ehemalige Sommerhaus des Gelehrten Karl Ernst Förster (Burgstraße 7). Der zweigeschossige Bau mit Blockbau-Obergeschoss, Altane und verbretterter Giebellaube war zeitweise Wohnhaus von Victor v. Scheffel (1826–1886) und später Villa Lebling.